# قناة البحر الميت
قناة البحر الميت وتسمى أيضا قناة البحرين (بالعبرية: תעלת הימים «تعالات هاياميم» - «قناة البحار») مشروع مقتـرح لشق قناة تربط بين البحر الميت وأحد البحار الـمفتوحة (البحر الأحمر أو البحر الأبيض المتوسط)، مستفيدا من 400 متر الفرق في منسوب المياه بيـن البحار. قد تعوض المياه المتدفقة عبر القناة انخفاض مستوى البحر الميت بسبب تحويل المياه إلى إسرائيل بواسطة سد دغانيا المقام على نقطة الاتصال بين بحيرة طبريا ونهر الأردن. وسحب المياه الحلوة المتدفقة طبيعيا إلى البحر الميت إلى أجهزة الري الإسرائيلية والفلسطينية والأردنية.
كما يستهدف استخدام القناة لتوليد الطاقة الكهرمائية التي قد تستخدم لتشغيل منشآت تحلية المياه مما يزيد في كمية المياه المتوفرة للشرب والزراعة.
تبادرت فكرة شق قناة البحر الميت مرات عديدة منذ منتصف القرن الـ20 ولكن الخبراء رفضوها خشية من تداعيات غير متوقعة على البيئة وتركيب مياه البحر الميت. أما الحكومات في الدول المعنية فرفضته لأسباب سياسية واقتصادية خشية من تكاليف المشروع من دون ثقة كاملة بنجاحه.

## التاريخ
كانت الفكرة الأولى التي اقترحها الإميرال البريطاني وليم ألن عام 1855م تنفيذ مشروع يسمى البحر الميت - طريق جديد للهند. وفي ذلك الوقت لم يكن يعرف أن البحر الميت يقع تحت مستوى سطح البحر، وإن اقترح هذه القناة كبديل لقناة السويس التي كانت تحت سيطرة الفرنسيين. وبعد أن جاء العديد من المهندسين والسياسيين الذين التقطوا الفكرة، منهم تيودور هرتزل عام 1902م في كتابه «ألتنويلاند» (Altneuland).
معظم أوائل المقترحات تستخدم الضفة الشرقية لنهر الأردن، ولكن صيغة معدلة قضت باستخدام الضفة الغربية، واقترح بعد فصل فلسطين عن الأردن.
تم إحياء الفكرة في ثمانينات القرن العشرين لأغراض توليد الطاقة في أعقاب أزمة النفط عام 1973.
تدرس الشركة بدائل مـختلفة وأوصت بطريق من قطاع غزة إلى مسعدة. ولكن المشروع لم يبدأ بسبب الشكوك حول الجدوى الاقتصادية. الفكرة تم التطرق إليها مرة أخرى خلال التسعينات نتيجة لأزمة المياه. بالإضافة إلى طريق قطاع غزة - مسعدة، واثنين آخرين تم بحث البدائل، أي البحر الأحمر - قناة البحر الميت والطريق الشمالي من البحر الأبيض المتوسط إلى مرج بيسان، الذي وجد أنه أرخص من الثلاثة. حاليا البحر الأحمر هو الطريق إقرار المشروع الأردني الإسرائيلي والفلسطيني الدعم. قد تكون فكرة شق قناة من البحر الأحمر ٌإلى البحر الميت عن طريق وادي عربة غير عملية بسبب عدم التوافق الكيميائي بين مياه البحر الأحمر والبحر الميت، وهذا رغم كونها أفضل من الناحية الاقتصادية.
في كانون الثاني / يناير 2013، أعلن البنك الدولي أن ربط البحر الميت بالبحر الأحمر هو أمر ممكن ومُجدي ويمكن خفض المخاطر البيئية والسيطرة عليها معتبراً ان أفضل طريقة لنقل مياه البحر الأحمر إلى البحر الميت ستكون عبر أنابيب ولمسافة 180 كيلو متر.